# Јазол
„Јазол“ (Чвор) је југословенски филм из 1985. године. Режирао га је Кирил Ценевски, а сценарио је писао Славко Јаневски.

## Радња
Радња се одиграва марта 1943. године током транспорта Јевреја из Скопља.
Никола је бивши хирург који проводи време у локалној кафани где немачки официри играју руски рулет са пиштољем упереним у главе затвореника.
После самоубиства једног немачког мајора, Никола и један затвореник побегну...

## Улоге
| Глумац                | Улога             |
| --------------------- | ----------------- |
| Лазар Ристовски       | Никола            |
| Костадинка Велковска  | Марија            |
| Петре Арсовски        | Симeон            |
| Ацо Јовановски        | Август Рицман     |
| Кирил Ристоски        | Јанко Подгорник   |
| Мустафа Јашар         |                   |
| Павле Вуисић          | Машиновођа        |
| Марјан Сриенц         | Штајн             |
| Ханс Георг Ненинг     | Официр Гестапоа   |
| Вукан Диневски        | Бугарски пуковник |
| Петер Шустер          |                   |
| Александар Камински   | Вeнов             |
| Марија Вртева         | Нора              |
| Љупчо Тодоровски      | Јован             |
| Георги Дампе Бисерков |                   |
| Моника Риха           |                   |
| Јусуф Гулевски        |                   |
| Страсо Милошевски     |                   |
| Светлана Василевска   |                   |

Остале улоге  ▼
| Глумац                    | Улога         |
| ------------------------- | ------------- |
| Младен Крстевски          |               |
| Марин Бабић               |               |
| Џeмаил Макшут             |               |
| Илија Милчин              | Стариот рабин |
| Душко Ђорђиоски           |               |
| Симеон Мони Дамевски      |               |
| Рамиз Секић               |               |
| Кица Ивковска-Вељановска  |               |
| Благоја Спиркоски Џумерко |               |
| Александар Шехтански      |               |
| Слађана Нешић             |               |
| Емил Рубен                |               |
| Кирил Андоновски          |               |
| Сабина Ајрула             |               |
| Еуген Вербер              |               |
| Ђокица Лукаревски         |               |